# Рихнув (Великопольське воєводство)
Рихнув (пол. Rychnów) — село в Польщі, у гміні Блізанув Каліського повіту Великопольського воєводства.
Населення — 323 особи (2011).
У 1975-1998 роках село належало до Каліського воєводства.

## Демографія
Демографічна структура станом на 31 березня 2011 року:
|          | Загалом | Допрацездатний вік | Працездатний вік | Постпрацездатний вік |
| -------- | ------- | ------------------ | ---------------- | -------------------- |
| Чоловіки | 149     | 23                 | 109              | 17                   |
| Жінки    | 174     | 23                 | 106              | 45                   |
| Разом    | 323     | 46                 | 215              | 62                   |